# Minecraft (sách)
Minecraft: Câu Chuyện Khó Tin về Markus "Notch" Persson và Trò Chơi Đã Thay Đổi Mọi Thứ là một cuốn sách được viết bởi Daniel Goldberg và Linus Larsson (và được dịch bởi Jennifer Hawkins) về câu chuyện của Minecraft và người tạo ra nó, Markus "Notch" Persson. Cuốn sách được phát hành vào ngày 17 tháng 10 năm 2013.

## Nội dung
Cuốn sách mô tả cách Persson được truyền cảm hứng từ các trò chơi như Dungeon Keeper, Dwarf Fortress và Infiniminer, và cách anh tin rằng mình đã tham gia vào một điều gì đó to lớn ngay từ đầu. Nó cũng mô tả cách Persson ghi lại sự phát triển một cách cởi mở và liên tục đối thoại với những người chơi khác.